# Kyselina taurolithocholová
Kyselina taurolithocholová je jedna ze žlučových kyselin.